# Kandray Géza
Kandray Géza (Kabolapatak, 1883. január 12. — Kolozsvár, 1969. március 10.) magyar pedagógus, tankönyvíró.

## Életpályája
A Máramarosi Állami Tanítóképző elvégzése után (1903) a Budapesti Középtanodai Tanárképző Intézetben szerzett tanári oklevelet (1906), majd a budapesti egyetemen filozófia–pedagógia szakos tanári képesítést nyert (1908) s németországi és hollandiai tanulmányai alapján megkapta a legmagasabb középiskolai tanári képesítést is: tanítóképzőben taníthat pedagógiát. Déván a Tanítóképző Intézet tanára (1908–40), majd Kolozsvárt a Tanítóképző Intézet igazgatója (1940–41). A háború után a nyugdíjas korhatáron túl még egy évtizedig tanított Kolozsvár különböző iskoláiban, utoljára a magyar tannyelvű tanítóképzőben.
Pedagógiai gyakorlatáról tanúskodik gazdag és változatos tankönyvírói munkássága. 1927-ben adta ki Déván Segédkönyv a számtan és mértan tanításánál használt kifejezések szabatos román nyelvű elsajátításához című munkáját "tanítók és tanulók részére", majd számtankönyvekkel látta el a magyar tannyelvű elemi iskolákat a II. osztálytól a VII.-ig. Mihail Găzdac társszerzővel együtt szerepe volt a Szentpéteryné Haller Zsuzsa-féle ábécéskönyv átdolgozásában és képes román ABC-vel való kiegészítésében (Déva 1930), s az elemi iskolák magyar olvasókönyveinek az új tantervhez való igazításában (Déva, 1925–30).